# Streumen
Streumen ist ein Ortsteil der sächsischen Gemeinde Wülknitz im Landkreis Meißen.

## Geografie und Verkehrsanbindung

Streumen auf einer geschichtlichen Karte des Kreises Liebenwerda (1910).

Streumen wurde um 1900 als Straßenangerdorf mit Gewannflur beschrieben, heute ist es ein Straßendorf. Die umliegenden Orte sind im Norden Koselitz, im Osten Peritz, im Süden Radewitz und Marksiedlitz, im Südwesten Zeithain, im Westen Wülknitz. Durch den Ort verläuft der Grödel-Elsterwerdaer Floßkanal. Durch Streumen verläuft eine Buslinie zwischen Riesa, Wülknitz und Gröditz, wo jeweils Anschluss an das Eisenbahnnetz besteht.

## Geschichte

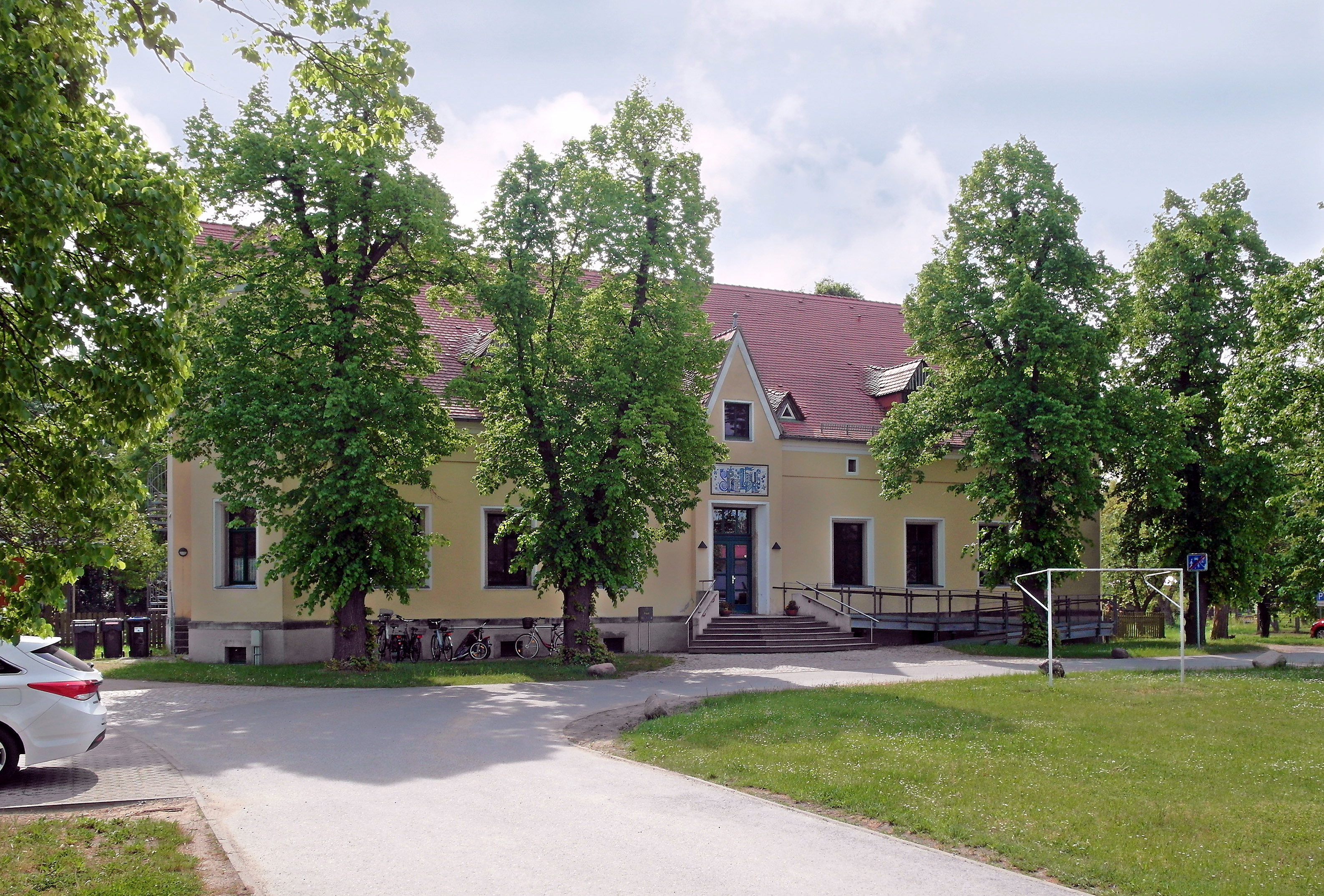
Vorwerk Streumen, Herrenhaus, heute Kindergarten

Streumen wurde 1261 in Verbindung mit dem Personennamen Theodericus de Ztrumene erstmals erwähnt. Der Ortsname war mehrmals Änderungen unterzogen, so wurde Streumen im Jahr 1262 Strumene genannt, 1406 Strume, 1448 Struman und Strewmen im Jahr 1490.
Der Ortsname leitet sich von wahrscheinlich vom Wort „strumen“ ab, was Quelle bedeutet. 1261 wurde ein Rittersitz erwähnt. Streumen lag an der alten Salzstraße, die von Halle nach Breslau führte. Sowohl am Nordostende als auch am Südwestende befinden sich Überreste mittelalterlicher Wasserburgen aus vermutlich unruhigeren Tagen. 1425 gehörte das Dorf der Familie von Pflugk. Durch die Straße hatte der Ort immer wieder unter durchziehenden Truppen zu leiden. Im Dreißigjährigen Krieg kam es am 19. Januar 1629 zu einer Schlacht bei Streumen. 1662 befanden sich östlich von Streumen zwei große Teiche, die durch einen Damm, den heutigen Ziegeldamm geteilt waren. Über den Ziegeldamm gelangte man damals zu einer Ziegelei.
Die Kirche existierte bereits 1495. Damals waren die Orte Siedlitz und Chemnitz, die später zu Wüstungen wurden, nach Streumen eingepfarrt. Nach der Reformation wurde Lichtensee Filialkirche von Streumen und ab 1752 Marksiedlitz nach Streumen eingepfarrt, das wiederbesiedelt worden war. Noch 1731 war der Kirchweg nach Chemnitz erkennbar. Der erste evangelische Pfarrer in Streumen war Simon Würfel 1542 bis 1567.

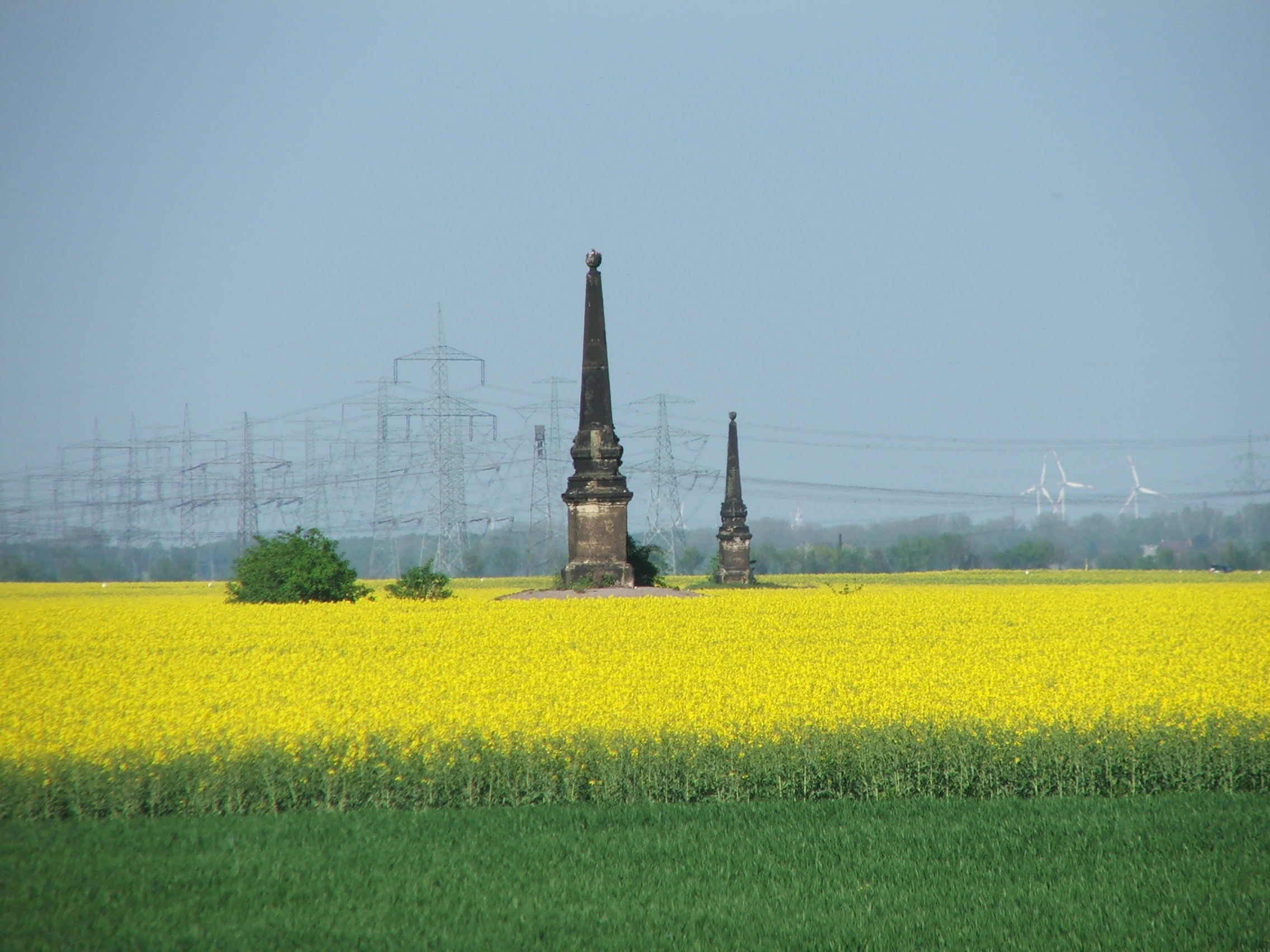
Obelisken östlich von Zeithain markieren das Lustlager

Das Lustlager von Zeithain, eine grandiose Truppenschau Augusts des Starken fand vom 31. Mai bis zum 28. Juni 1730 zwischen den Orten Zeithain, Glaubitz und Streumen statt. Bei Streumen wurde ein prächtiges Opernhaus speziell für das Lustlager errichtet. Komödien wurden aufgeführt, Opern gezeigt. Das Parade- und Exerzierfeld war mit Obelisken markiert, von denen drei zwischen Streumen und Glaubitz heute noch erhalten sind. 1752 gehörten zu Streumen noch ein Fischhaus und das kurfürstliche Vorwerk. Der Elsterwerda-Grödel-Floßkanal wurde zwischen 1702 und 1748 geplant und erbaut. Der Kanal sollte dazu dienen, Holz aus den Niederlausitzer Wäldern in den Raum Dresden zu transportieren, wurde später aber auch zur Bewässerung, dem Warentransport und zur Fischerei genutzt. Während der Befreiungskriege kam es 1813 zwischen Streumen und Lichtensee zu einem Gefecht zwischen französischen und russischen Truppen.
Ab 1838 waren die Freiherrn von Weißenbach Herren auf Streumen. Ab 1859 gehörte das Rittergut Herrn Schrader, ab 1910 Herrn Dreßel. 1920 ging der Besitz an die Familie Greulich. Im Jahr 1840 besteht der Ort aus 14 Gütern, 7 Gärtnern, einem Vorwerk, einer Ziegelscheune und einem Armenhaus. Der Ort unterstand der Gerichtsbarkeit des Rittergutes Zabeltitz unter Kammerherrn von Weißbach. In die Schule gingen 72 Schüler, auch die Kinder von Wülknitz waren in Streumen eingeschult. 1885 wurde die Schule neu gebaut.

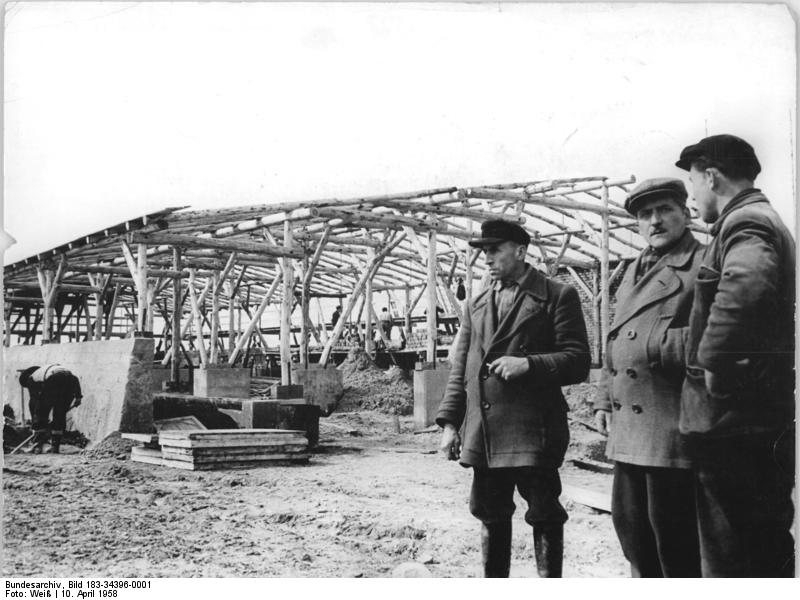
Bau eines Stalls 1958

Sachsen kam nach dem Zweiten Weltkrieg in die Sowjetische Besatzungszone und später zur DDR. Nach der Gebietsreform 1952 wurde Streumen dem Kreis Riesa im Bezirk Dresden zugeordnet. Die LPG „Thomas Müntzer“ Streumen wurde gegründet. Die bestehenden Strukturen der LPG genügten in den folgenden Jahren nicht mehr den Anforderungen an eine industriemäßige Produktion in der Landwirtschaft. So begannen sich ab 1969 die LPGen von Wülknitz, Streumen und Lichtensee (einschließlich Tiefenau) zu einer Kooperationsgenossenschaft im Bereich Pflanzenproduktion zusammenzuschließen. Dadurch konnten größere Flächen gebildet und die Technik rationeller eingesetzt werden. Später wurde aus diesem Zusammenschluss die LPG Kanalgebiet.
Nach der Einführung der Zehnklassenschule 1968 mussten die Klassen 1 bis 4 in Streumen und Lichtensee zur Schule gehen, während die Klassen 5 bis 10 in Wülknitz unterrichtet wurden, da die Räume nicht ausreichten. Ab 1975 gingen alle Kinder von der 1. Klasse an nach Wülknitz in die Schule.
Nach der Deutschen Wiedervereinigung kam der Ort zum wiedergegründeten Freistaat Sachsen. Die folgenden Gebietsreformen in Sachsen ordneten Streumen 1994 dem Landkreis Riesa-Großenhain und 2008 dem Landkreis Meißen zu. Am 1. Januar 1994 wurde Streumen zur Gemeinde Wülknitz eingemeindet.
Aus dem ehemaligen Rittergutsgebäude entstand 1998 eine Kindertagesstätte.

### Bevölkerungsentwicklung
| Jahr | Einwohner                                             | Jahr | Einwohner  |
| ---- | ----------------------------------------------------- | ---- | ---------- |
| 1551 | 21 besessene Mann, 19 Inwohner                        | 1933 | 277        |
| 1764 | 14 besessene Mann, 3 Gärtner, 13 Hufen je 24 Scheffel | 1939 | 308        |
| 1834 | 166                                                   | 1946 | 450        |
| 1871 | 216                                                   | 1950 | 483        |
| 1890 | 271                                                   | 1964 | 405        |
| 1910 | 300                                                   | 1990 | 264        |
| 1925 | 283                                                   |      | → Wülknitz |

## Kirche Streumen

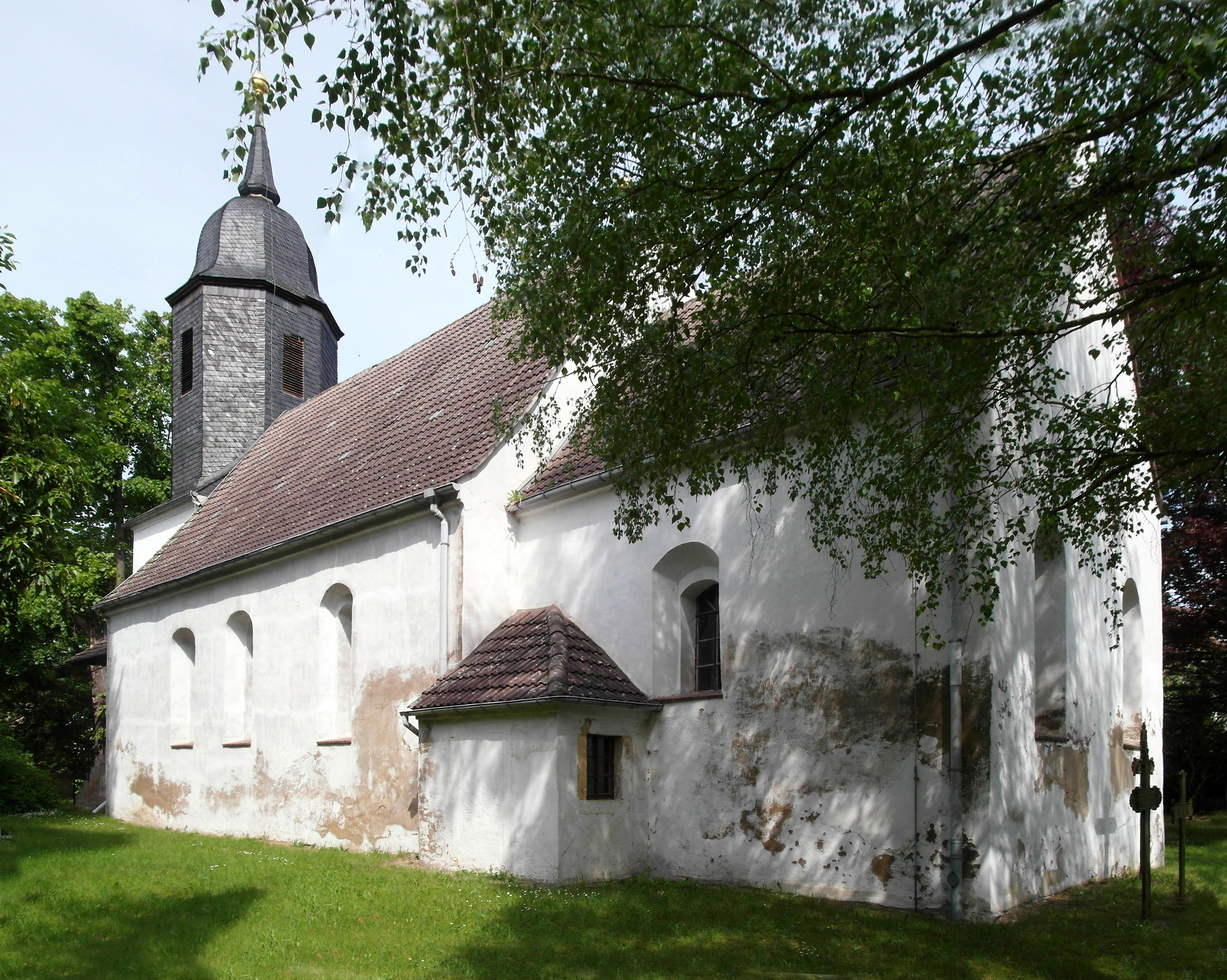
Dorfkirche Streumen

Als Jahr der Erbauung wird 1401 angegeben, da eine entsprechende Inschrift entdeckt wurde.
1594 bekam die Kirche einen Dachreiter, der 1748 durch einen Turm ersetzt wurde. 1841 wurden die Spitzbogenfenster erweitert und der Chor um einen Meter erhöht. Die Kirche besteht aus einem rechteckigen Schiff und einem rechteckigen Chor, dessen Achse nach Süden etwas abweicht. Beide haben eine flache Decke. Dicke Feldsteinmauern und die Form der Fenster erinnern an die spätromanische Bauweise. Die Mauern verjüngen sich außen und innen. Das Schiff hat noch das alte frühgotische Hauptgesims. Der flache Triumphbogen wurde 1841 anstelle eines Spitzbogens errichtet. Nach der Innenerneuerung in den sechziger Jahren trägt der Innenraum den Charakter eines schlichten Gottesdienstraumes.
Im Pfarrhaus neben der Kirche befindet sich der Sitz der Kirchgemeinde. Die Toreinfahrt wird bestimmt durch zwei große Linden, die eine wurde nach dem Ende des Dreißigjährigen die andere nach dem Ende des Siebenjährigen Krieges gepflanzt.

## Brauchtum
Bis nach dem Zweiten Weltkrieg wurde in Streumen der alte Brauch des Brezelsingens am Sonntag Lätare gepflegt. Dieser Brauch ist in Streumen ausgestorben, konnte aber im Nachbarort Peritz erfolgreich wiederbelebt werden.

## Persönlichkeiten
- Walter Erdmann (1898–1949), Politiker (NSDAP) und NS-Agrarfunktionär